# Songs from the Wood
Songs from the Wood — десятий студійний альбом англійської групи Jethro Tull, який був випущений 11 лютого 1977 року.
Черпаючи натхнення в англійському фольклорі та сільському житті, альбом ознаменував відновлення широкого фолк-рок стилю гурту, який поєднував традиційні інструменти та мелодії з хард-роковими барабанами, синтезаторами та електрогітарами, все це було закладено в складний шаблон прогресивного року. Альбом став першим альбомом Jethro Tull, до складу якого увійшов Ді Палмер як офіційний учасник гурту; після восьми років роботи в якості оркестрового аранжувальника, Палмер приєднався до гурту в якості другого клавішника на початку 1976 року.
«Songs From the Wood» був добре прийнятий критиками, які вважали його поверненням до форми. Альбом досяг 13-го місця у Великобританії та 8-го у США. Сингл з альбому, «The Whistler», також став останньою піснею гурту в американському чарті Hot 100, посівши 59 місце. Інша пісня, «Ring Out, Solstice Bells», була випущена до альбому на однойменному міні-альбомі до Різдва 1976 року і посіла 28 місце у Великобританії.

## Композиції
1. Songs from the Wood — 4:52
2. Jack-in-the-Green — 2:27
3. Cup of Wonder — 4:30
4. Hunting Girl — 5:11
5. Ring Out, Solstice Bells — 3:43
6. Velvet Green — 6:03
7. The Whistler — 3:30
8. Pibroch (Cap in Hand) — 8:35
9. Fire at Midnight — 2:26

## Учасники запису
- Мартін Барр — гітара
- Ян Андерсон — флейта, фортепіано, вокал
- Баррімор Барлоу — барабани
- Джон Гласкок — бас-гітара
- Джон Еван — клавіші